# Ye Jianying

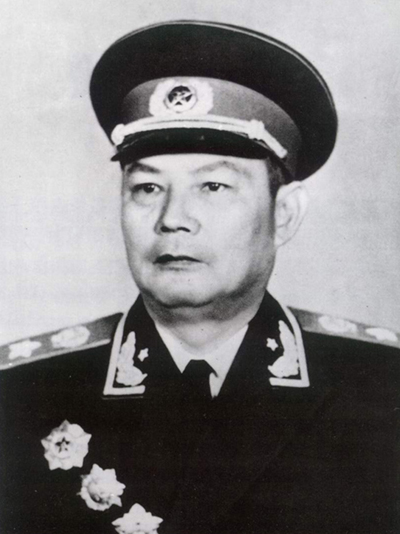
Ye Jianying (1955)

Ye Jianying (chinesisch 葉劍英 / 叶剑英, Pinyin Yè Jiànyīng, W.-G. Yeh Chien-ying; * 28. April 1897 im Kreis Meixian, Provinz Guangdong; † 22. Oktober 1986 in Peking) war ein chinesischer kommunistischer General sowie von 1978 bis 1983 als Vorsitzender des ständigen Komitees des Nationalen Volkskongresses amtierender Staatspräsident der Volksrepublik China.

## Leben
Er wurde als Ye Yiwei (葉宜偉,  Yè Yíwěi) in eine wohlhabende Kaufmannsfamilie geboren. Sein Großjährigkeitsname war Cangbai (滄白,  Cāngbái).
Er gehörte zur Hakka-Minderheit in der Provinz Guangdong. Nachdem er 1920 die Militärakademie Yunnan absolviert hatte, schloss er sich Sun Yat-sen und der Kuomintang (KMT) an. 1922 diente er als Teil der Leibwache von Sun Yat-sen 1924 wurde er Assistenzdirektor an der Whampoa-Militärakademie. 1927 trat er in die kommunistische Partei ein. Bei seiner Desertion zu den Kommunisten gab er militärische Geheimnisse der KMT weiter und nahm 1927 an den gescheiterten Aufständen von Nanchang und Guangzhou teil. Er floh zusammen mit Zhou Enlai und Ye Ting nach Hongkong. Anschließend reiste er in die Sowjetunion und studierte anschließend in Moskau Militärwissenschaften. Nach seiner Rückkehr nach China 1932 wurde er Stabschef der Vierten Frontarmee unter dem Befehl von Zhang Guotao, welche am Versuch mit dem Sowjet von Jiangxi einen kommunistischen Gegenstaat zur KMT zu errichten beteiligt war. Ye Jianjing schloss sich in Sichuan 1935 dem Langen Marsch an. Nach dem Ende des Langen Marsches nahm er eine hohe militärische Verwaltungsstelle an. Nach dem Japanischen Angriff auf China wurde er Stabschef der 8. Marscharmee. 1941 wurde er Stabschef des Zentralen Revolutionären Militärkomitees. Nach dem Wiederaufflammen des Chinesischen Bürgerkrieges war er Sekretär des Revolutionären Militärkomitees des ZK und übernahm hierbei die Evakuierung kommunistischer Kader aus den von der KMT bedrohten Gebieten. 1949 fungierte er als Befehlshaber bei der Eroberung von Guangdong und wurde nach der Besetzung erster kommunistischer Bürgermeister von Guangzhou.
1954 wurde er Oberhaupt der für Rüstungsbeschaffung zuständigen Kommission der Volksbefreiungsarmee. Im Folgejahr wurde er Generalinspektor für das Übungswesen. 1955 wurde er zum Marschall befördert. 1955 wurde er erster Präsident und gleichzeitig Politkommissar der Akademie für Militärwissenschaft der Volksrepublik China. Im September 1959 wurde er in die Zentrale Militärkommission berufen, wo er im Januar 1966 zum Stellvertretenden Vorsitzenden befördert wurde, ein Posten, den er bis zu seiner Ernennung zum Verteidigungsminister am 17. Januar 1975 behielt. Ye Jianying setzte sich für eine Modernisierung und Professionalisierung der Volksbefreiungsarmee ein. Im Zuge der Kulturrevolution ab 1966 wurde sein Wirken jedoch durch die Zerstörung der geschaffenen Strukturen zunichtegemacht. Er unterstützte einen Putschversuch gegen die Viererbande, entging jedoch einer Strafe und wurde 1975 von Mao zum Verteidigungsminister ernannt. Ye Jianying unterstützte den Aufstieg Deng Xiaopings durch einen vorgetäuschten Rücktritt aufgrund von Krankheit, was als Zeichen mangelnder Unterstützung des Militärs für die Viererbande gesehen wurde. 1976 gehörte er zu den führenden Verschwörern innerhalb Militär und Partei, welche Jiang Qing und die Viererbande absetzten, und war an der Planung ihrer Verhaftung maßgeblich beteiligt.
Er verlor 1982 die Position des stellvertretenden Parteivorsitzenden, als diese abgeschafft wurde, und schied im September 1985 aus dem Politbüro aus. Er starb 89-jährig in Peking.

## Veröffentlichungen
- Bericht über die Abänderung des Parteistatuts. (in: Der XI. Parteitag der Kommunistischen Partei Chinas. Dokumente. Verlag für fremdsprachige Literatur, Peking 1977.)
- Rede auf dem XII. Parteitag der Kommunistischen Partei Chinas. (in: Der XII. Parteitag der Kommunistischen Partei Chinas. Dokumente. Verlag für fremdsprachige Literatur, Beijing 1982.)